# Meursault
Meursault és un municipi francès, situat al departament de la Costa d'Or i a la regió de Borgonya - Franc Comtat. L'any 2007 tenia 1.563 habitants.

## Demografia

### Població
El 2007 la població de fet de Meursault era de 1.563 persones. Hi havia 644 famílies, de les quals 192 eren unipersonals (80 homes vivint sols i 112 dones vivint soles), 184 parelles sense fills, 200 parelles amb fills i 68 famílies monoparentals amb fills.
La població ha evolucionat segons el següent gràfic:
Habitants censats

### Habitatges
El 2007 hi havia 800 habitatges, 656 eren l'habitatge principal de la família, 42 eren segones residències i 102 estaven desocupats. 655 eren cases i 144 eren apartaments. Dels 656 habitatges principals, 423 estaven ocupats pels seus propietaris, 201 estaven llogats i ocupats pels llogaters i 32 estaven cedits a títol gratuït; 12 tenien una cambra, 54 en tenien dues, 113 en tenien tres, 171 en tenien quatre i 306 en tenien cinc o més. 477 habitatges disposaven pel capbaix d'una plaça de pàrquing. A 306 habitatges hi havia un automòbil i a 269 n'hi havia dos o més.

### Piràmide de població
La piràmide de població per edats i sexe el 2009 era:
| Homes | Edats   | Dones |
| ----- | ------- | ----- |
| 0     | 95 o +  | 0     |
| 8     | 90 a 94 | 4     |
| 4     | 85 a 89 | 20    |
| 8     | 80 a 84 | 12    |
| 20    | 75 a 79 | 24    |
| 32    | 70 a 74 | 40    |
| 44    | 65 a 69 | 56    |
| 44    | 60 a 64 | 44    |
| 44    | 55 a 59 | 12    |
| 52    | 50 a 54 | 64    |
| 64    | 45 a 49 | 48    |
| 52    | 40 a 44 | 56    |
| 64    | 35 a 39 | 48    |
| 68    | 30 a 34 | 76    |
| 84    | 25 a 29 | 68    |
| 36    | 20 a 24 | 28    |
| 44    | 15 a 19 | 36    |
| 56    | 10 a 14 | 52    |
| 52    | 5 a 9   | 72    |
| 36    | 0 a 4   | 32    |

## Economia
El 2007 la població en edat de treballar era de 961 persones, 747 eren actives i 214 eren inactives. De les 747 persones actives 707 estaven ocupades (381 homes i 326 dones) i 40 estaven aturades (19 homes i 21 dones). De les 214 persones inactives 68 estaven jubilades, 76 estaven estudiant i 70 estaven classificades com a «altres inactius».

### Ingressos
El 2009 a Meursault hi havia 657 unitats fiscals que integraven 1.574,5 persones, la mediana anual d'ingressos fiscals per persona era de 21.440 €.

### Activitats econòmiques
Dels 184 establiments que hi havia el 2007, 6 eren d'empreses alimentàries, 8 d'empreses de fabricació d'altres productes industrials, 14 d'empreses de construcció, 86 d'empreses de comerç i reparació d'automòbils, 6 d'empreses de transport, 13 d'empreses d'hostatgeria i restauració, 4 d'empreses d'informació i comunicació, 4 d'empreses financeres, 12 d'empreses immobiliàries, 15 d'empreses de serveis, 13 d'entitats de l'administració pública i 3 d'empreses classificades com a «altres activitats de serveis».
Dels 28 establiments de servei als particulars que hi havia el 2009, 1 era una oficina de correu, 3 oficines bancàries, 4 tallers de reparació d'automòbils i de material agrícola, 2 paletes, 2 guixaires pintors, 3 fusteries, 3 electricistes, 1 perruqueria, 1 veterinari, 5 restaurants i 3 agències immobiliàries.
Dels 10 establiments comercials que hi havia el 2009, 1 era una gran superfície de material de bricolatge, 1 una botiga de més de 120 m², 2 fleques, 1 una fleca, 1 una peixateria, 2 botigues d'equipament de la llar i 2 floristeries.
L'any 2000 a Meursault hi havia 112 explotacions agrícoles que ocupaven un total de 736 hectàrees.

## Equipaments sanitaris i escolars
L'únic equipament sanitari que hi havia el 2009 era una farmàcia.
El 2009 hi havia 1 escola maternal i 2 escoles elementals.

## Poblacions més properes
El següent diagrama mostra les poblacions més properes.